# Iwan Jurjewitsch Werjassow
Iwan Jurjewitsch Werjassow (russisch Иван Юрьевич Верясов; englisch Ivan Yuryevich Veriasov; * 10. Juli 1993 in Nachodka, Russland) ist ein russischer Boxer im Superschwergewicht.

## Karriere
Er wurde 2011 Russischer Jugendmeister im Schwergewicht und gewann in dieser Gewichtsklasse auch die Jugend-Europameisterschaft 2011 in Dublin, wobei er im Finale Heworh Manukjan bezwang.
Bei den Erwachsenen boxte er im Superschwergewicht und nahm 2012 bis 2017 an den nationalen Meisterschaften teil. Er schied dabei 2014 in der Vorrunde, sowie 2013 und 2015 im Viertelfinale aus, gewann jedoch 2012 und 2017 eine Bronzemedaille und 2016 die Silbermedaille. 2018 und 2019 wurde er schließlich Russischer Meister und startete bei den Europaspielen 2019 in Minsk, wo er im Achtelfinale gegen Wiktor Wychryst ausschied.
Bei der europäischen Olympiaqualifikation besiegte er Ayoub Ghadfa aus Spanien, Gurgen Howhannisjan aus Armenien und Petar Belberow aus Bulgarien und hatte sich damit für die Olympischen Sommerspiele 2020 in Tokio qualifiziert, wo er in der Vorrunde Maxime Yegnong aus Kamerun besiegte und im Viertelfinale gegen den Kasachen Qamschybek Qongqabajew unterlag.